# Rudolf Wilmes
Rudolf Wilmes  (* 1894 in Langendreer; † 1955 in München) war ein deutscher Romanist, Aragonesist und Sprachwissenschaftler.

## Leben und Werk
Wilmes war Schüler von Fritz Krüger. Von 1929 bis 1932 sammelte er in den aragonesischen Pyrenäen Material  für seine Dissertation über den Wortschatz des Vio-Tals (nach der Methode „Wörter und Sachen“).  Die Arbeit erschien in drei Teilen:
- Der Hausrat im hocharagonesischen Bauernhause des Valle de Vio, in: Volkstum und Kultur der Romanen 10, 1937, S. 213–246
- Contribución a la terminología de la flora y fauna pirenaica: Valle de Vio, in: Homenaje a Fritz Krüger, Bd. 2, Mendoza 1954, S. 157–192
- La cultura popular de un valle altoaragonés, in: Anales del Instituto de Lingüística de Cuyo (Mendoza), Bd. 6, 1957, S. 149–310